# Ортотропная плита

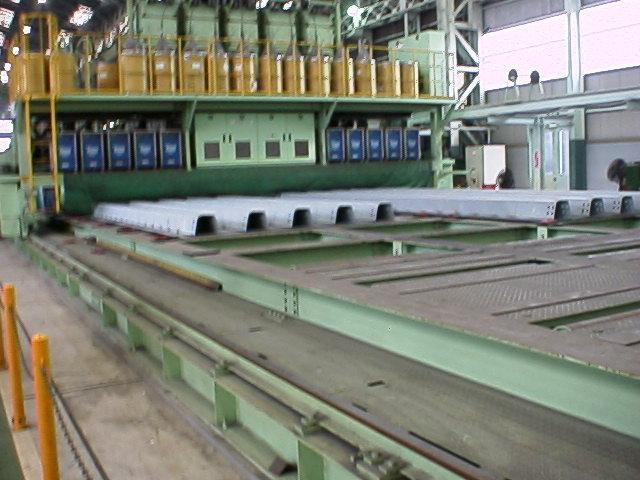
Производство секции ортотропной плиты

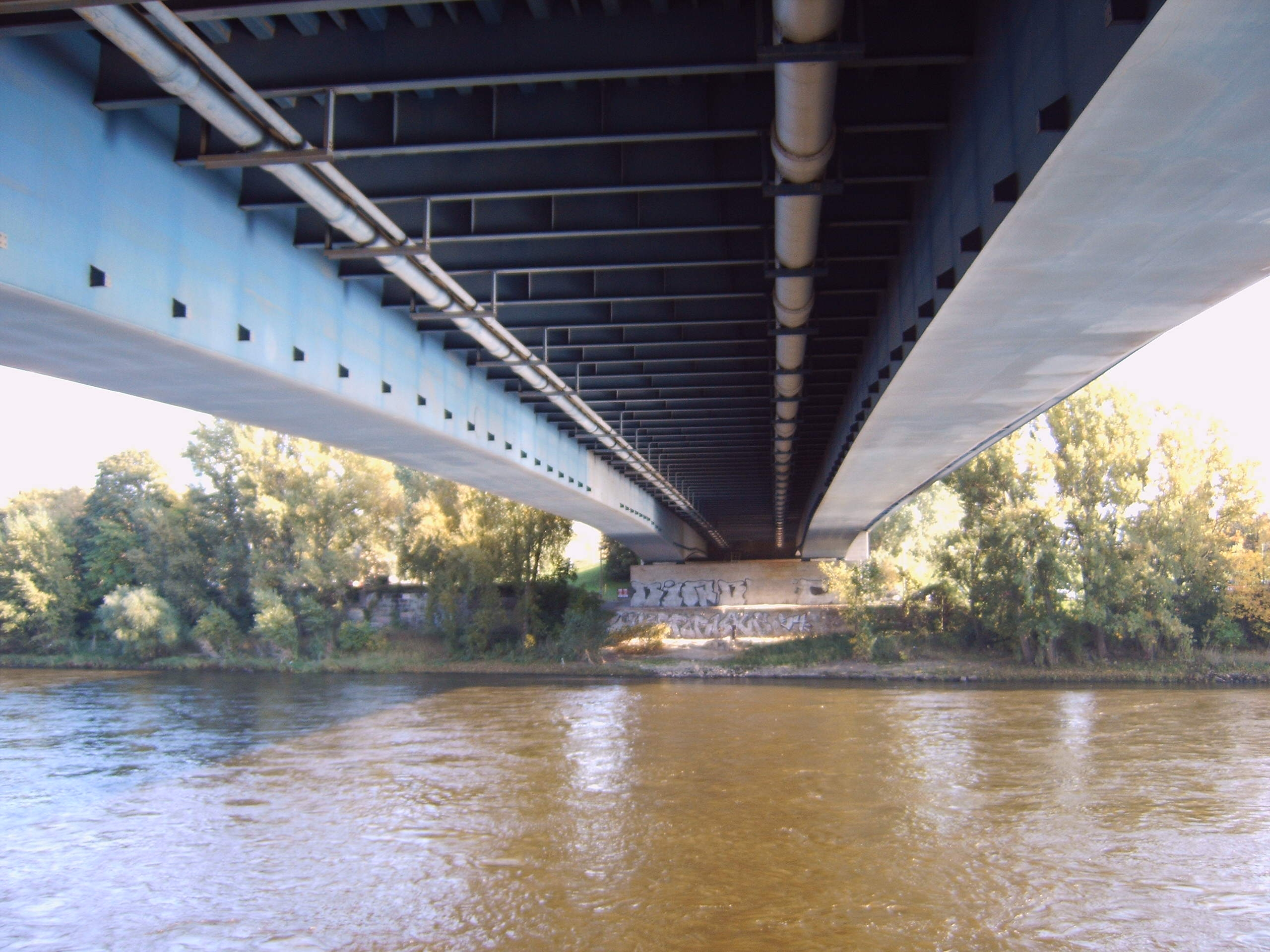
Вид снизу ортотропной плиты

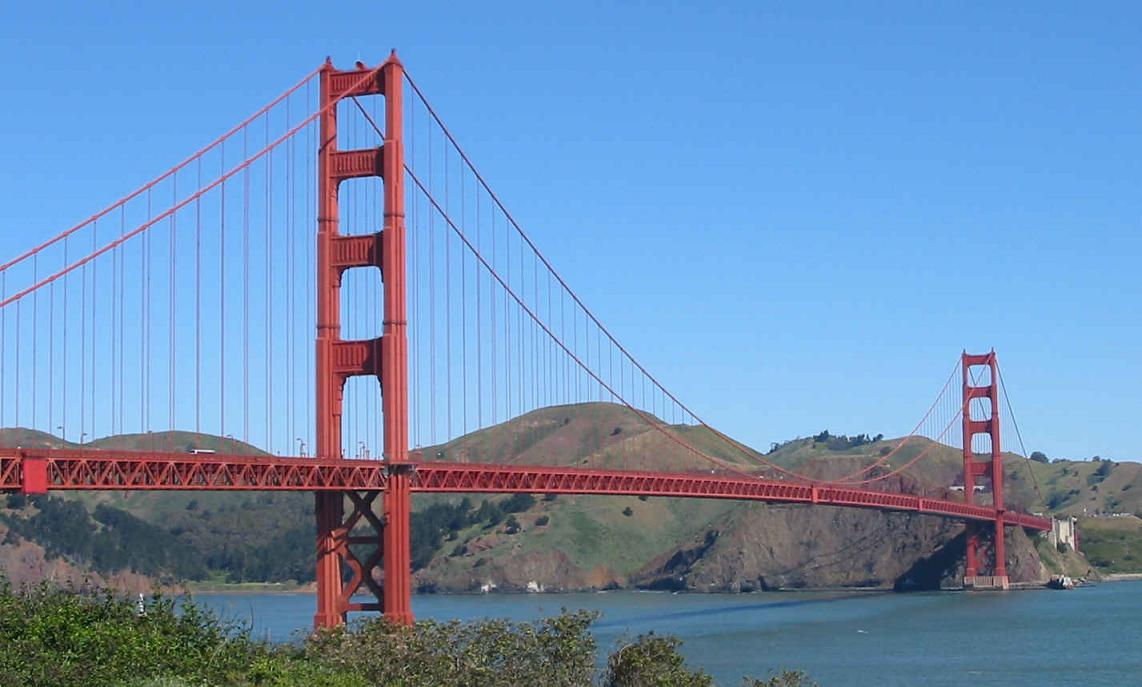
Мост Золотые ворота, где при реконструкции в 1982—1986 года первоначальное железобетонное полотно было заменено на стальные ортотропные плиты

Ортотропная плита — плита, состоящая из пересекающихся продольных рёбер и поперечных балок, приваренных к листу настила. Жёсткость такой плиты различна в перпендикулярных направлениях, поэтому она и названа ортотропной. За счет приварки попречных балок к настилу, настил имеет возможность воспринимать нагрузку от транспорта и вносит свой вклад в несущую способность моста. Ортотропные плиты позволяют снизить собственный вес конструкций , адаптированная к мостам балочная площадка.
Разработаны немецким доктором наук, инженером корпорации MAN Вильгельмом Корнелиусом (1915—1996). Патент № DE847014C «Straßenbrücke mit Flachblech» получен им в 1948 году.
С точки зрения экономии стали предпочтительна одноярусная конструкция ортотропной плиты проезжей части, состоящая из покрывающего листа, ортогонально подкреплённого в одном уровне, продольными рёбрами и поперечными балками.